# Route forestière 9
Die F9 war eine Straße auf Korsika, die 1854 durch den Décret Impérial 1782 festgelegt wurde. Sie wurde angelegt, um Wälder Korsikas für die Holzwirtschaft zu erschließen. Betrieben durch den Staat, hatte sie den Rang einer Nationalstraße. Die F9 führte zunächst von Marine de Porto in den Forêt de Valdu-Niellu. 1863 wurde sie dann bis Francardo verlängert. Ihre Länge betrug 81 Kilometer.
1976 wurde sie westlich von Évisa abgestuft; der Rest folgte 1978. Seither trägt sie die Bezeichnung D84.

## F9a
Die F9A war ein Seitenast der F9, welcher 1933 festgelegt wurde. Er verlief von Évisa aus zur N195. Seine Länge betrug 2 Kilometer. Heute trägt er die Nummer D24.